# Simon Kemboi
Simon Tirop Kemboi (* 1. März 1967 in Nandi) ist ein ehemaliger kenianischer Sprinter, der sich auf den 400-Meter-Lauf spezialisiert hatte.

## Leben
Mit der kenianischen 4-mal-400-Meter-Staffel belegte Simon Kemboi bei den Leichtathletik-Weltmeisterschaften 1991 in Tokio den fünften Platz. 1992 wurde Kemboi kenianischer Meister im 400-Meter-Lauf und erreichte über diese Distanz bei den Olympischen Spielen in Barcelona die Halbfinalrunde. Mit der Staffel stand er dort im Finale. Diese erreichte das Ziel jedoch nicht. Im darauffolgenden Jahr belegte er bei den Leichtathletik-Afrikameisterschaften in Durban den dritten Platz über 400 m.
Den bedeutendsten Erfolg seiner Karriere erzielte er in der 4-mal-400-Meter-Staffel bei den Leichtathletik-Weltmeisterschaften 1993 in Stuttgart. Gemeinsam mit Kennedy Ochieng, Abednego Matilu und Samson Kitur holte er in 2:59,82 min die Silbermedaille hinter der Staffel der Vereinigten Staaten, die in diesem Rennen einen Weltrekord aufstellte (2:54,29 min). Im 400-Meter-Lauf wurde Ochieng in Stuttgart Siebter.
Bei den Leichtathletik-Afrikameisterschaften 1996 in Yaoundé gewann er die Silbermedaille im 400-Meter-Lauf. Im selben Jahr qualifizierte er sich mit der Staffel für das Finale bei den Olympischen Spielen in Atlanta. Aus Verletzungsgründen musste die kenianische Mannschaft jedoch auf einen Start verzichten. Kembois sportliche Karriere endete, als er im Vorfeld der Olympischen Spiele 2000 in Sydney positiv auf das verbotene anabole Steroid Nandrolon getestet wurde.
Simon Kemboi ist 1,78 m groß und hatte ein Wettkampfgewicht von 74 kg.

## Bestleistungen
- 400 m: 44,94 s, 16. August 1993, Stuttgart
- 800-Meter-Lauf: 1:47,03 min, 26. Juli 1998, Mals